# Risorgimento!
Risorgimento! è un'opera in un atto di Lorenzo Ferrero su un libretto italiano di Dario Oliveri, basato su un soggetto del compositore. È stata completata nel 2010 ed eseguita per la prima volta al Teatro Comunale di Modena il 26 marzo 2011.

## Premessa
L'opera è stata commissionata dal Teatro Comunale di Bologna per i 150 anni dell'unità d'Italia commemorati nel 2011, e qui ha avuto sei esecuzioni tra il 5 e il 16 aprile insieme a Il prigioniero di Luigi Dallapiccola. Il lavoro intreccia la storia di una delle opere più note di Giuseppe Verdi, Nabucco, con aspetti sociali e culturali del Risorgimento, in una trama in cui una storia è il riflesso dell'altra. I personaggi dell'opera – afferma il compositore – si impegnano a discutere non solo sul Risorgimento ma anche sull'opera stessa e le sue possibilità di successo. Essi sono, almeno in parte, gli stessi interpreti di quel primo Nabucco (allora intitolato Nabucodonosor) andato in scena alla Scala il 9 marzo 1842.

## Compagnia di canto della prima
| Personaggio                                     | Registro vocale | Compagnia della prima, 26 marzo 2011 (Direttore: Michele Mariotti) |
| ----------------------------------------------- | --------------- | ------------------------------------------------------------------ |
| Bartolomeo Merelli, impresario                  | baritono        | Alessandro Luongo                                                  |
| Giuseppina Strepponi, cantante lirica           | soprano lirico  | Valentina Corradetti                                               |
| Giovannina Bellinzaghi, cantante lirica         | mezzosoprano    | Annunziata Vestri                                                  |
| Luigi Barbiano di Belgioioso, patrizio milanese | tenore          | Leonardo Cortellazzi                                               |
| Maestro sostituto                               | basso           | Alessandro Spina                                                   |
| Giuseppe Verdi, compositore                     | attore          | Umberto Bortolani                                                  |
| Coro interno, danzatore, figuranti.             |                 |                                                                    |

## Trama
Luogo: Teatro alla Scala, Milano.
Tempo: Febbraio 1842.
In una sala del teatro il Maestro sostituto sta provando con Giovannina Bellinzaghi la preghiera di Fenena dal quarto atto dell'opera Nabucco. La cantante esprime i suoi dubbi sul libretto e sul valore musicale dell'opera. Durante il dialogo entra l'impresario Bartolomeo Merelli che difende il compositore e la sua opera. Evoca la genesi del Nabucco e rivela le sue preoccupazioni per la censura austriaca. Il Maestro sostituto e la cantante si allontanano e, rimasto solo, Merelli riflette sul giovane Verdi e sul fatto che la sua compagna, Giuseppina Strepponi, sembra essere attratta da lui. Il Maestro sostituto ritorna e attende con Merelli l'arrivo della Strepponi. L'impresario rivela la sua intenzione di mettere in scena alla Scala l'opera Saffo di Pacini. Quando la cantante finalmente arriva, le chiede di lavorare all'aria di Saffo, ma lei preferisce la musica di Verdi e comincia invece a provare il terzetto di Abigaille. Il suo canto si trasforma in un sogno in cui confessa una strana attrazione per Verdi e per la sua musica.
Riappaiono Merelli e il Maestro sostituto, raggiunti da Luigi Barbiano, Conte di Belgioioso, che porta con sé l'approvazione del libretto. Ne nasce una accesa discussione politica sul tema dell'unificazione dell'Italia tra il Maestro sostituto e il Conte, che finisce per offendersi e se ne va sbattendo la porta. Merelli e la Strepponi lo inseguono. Il Maestro è dispiaciuto di essersi lasciato trascinare e ricomincia a provare con la Bellinzaghi. Anche la preghiera di Fenena si dissolve in un sogno, che anticipa il trionfale debutto dell'opera ed evoca varie immagini del Risorgimento. Alla fine del sogno appare Giuseppe Verdi, ormai vecchio e Senatore del Regno; nel suo monologo s'intreccia la nostalgia per il passato e la preoccupazione per un incerto futuro.